# Bioconstruction

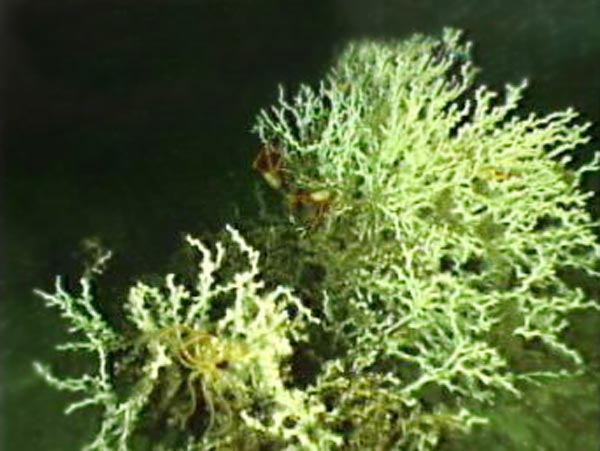
Récif de coraux d'eau froide bioconstruit par Lophelia pertusa.

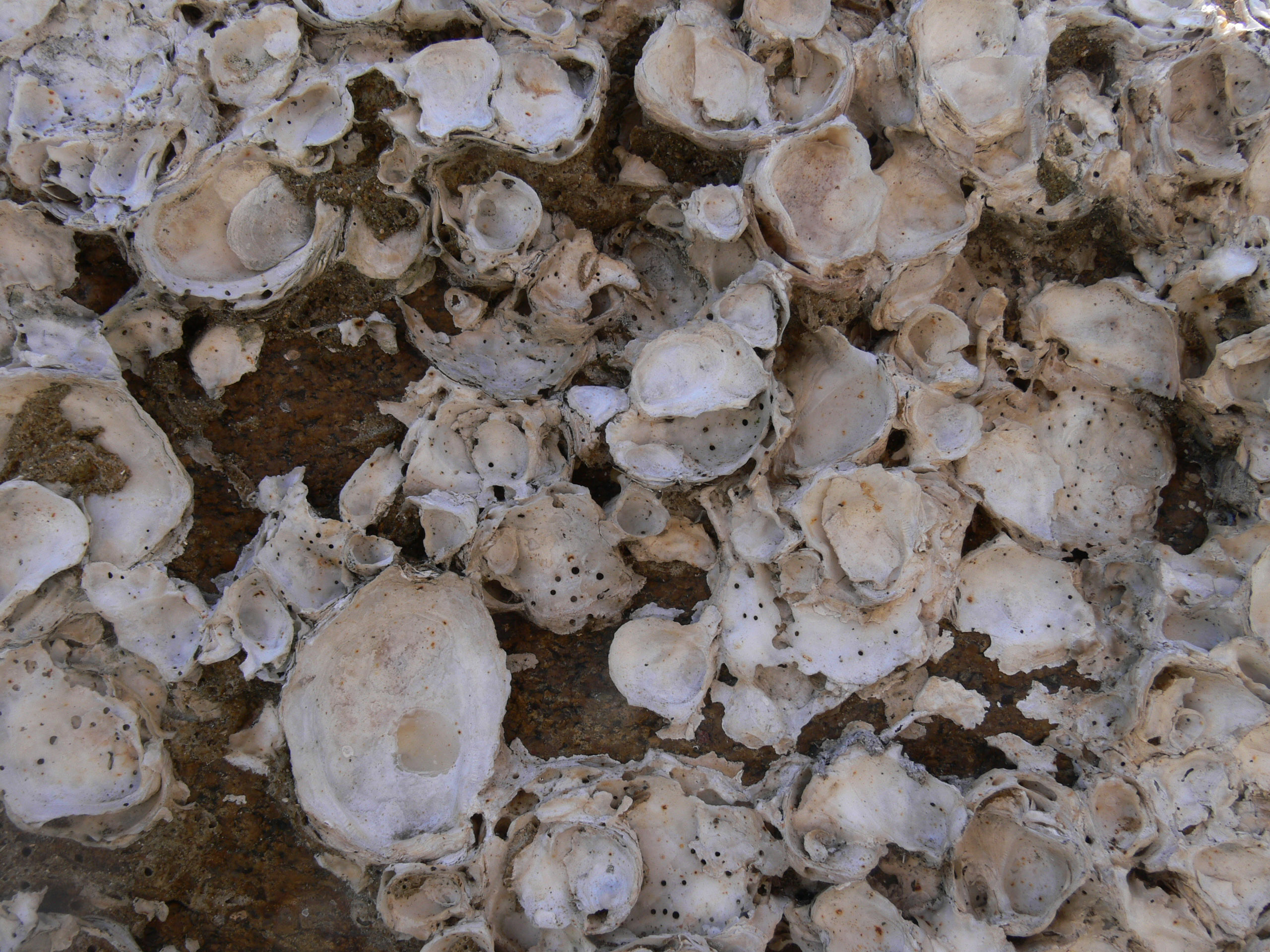
Récif d'huitres en Bretagne.

La bioconstruction est la construction d'éléments architectoniques par des espèces marines (« biorécifs » par exemple) ou terrestres (termitières par exemple). 
En milieu marin la notion de bioconstruction (récifale par exemple, ou de pseudo-récifs de moules ou d'huîtres) s'oppose au processus sédimentaire tel que celui qui a conduit à la formation de la craie. C'est un processus qui participe aux puits de carbone océaniques et aux grands cycles biogéochimiques.
Il existe des interactions fortes et durables entre bioconstruction et biodiversité, notamment en présence d'espèces-ingénieur
Les effets de la bioconstruction peuvent être localement contrés par ceux d'un phénomène dit de bio-érosion

## Les bioconstructions marines

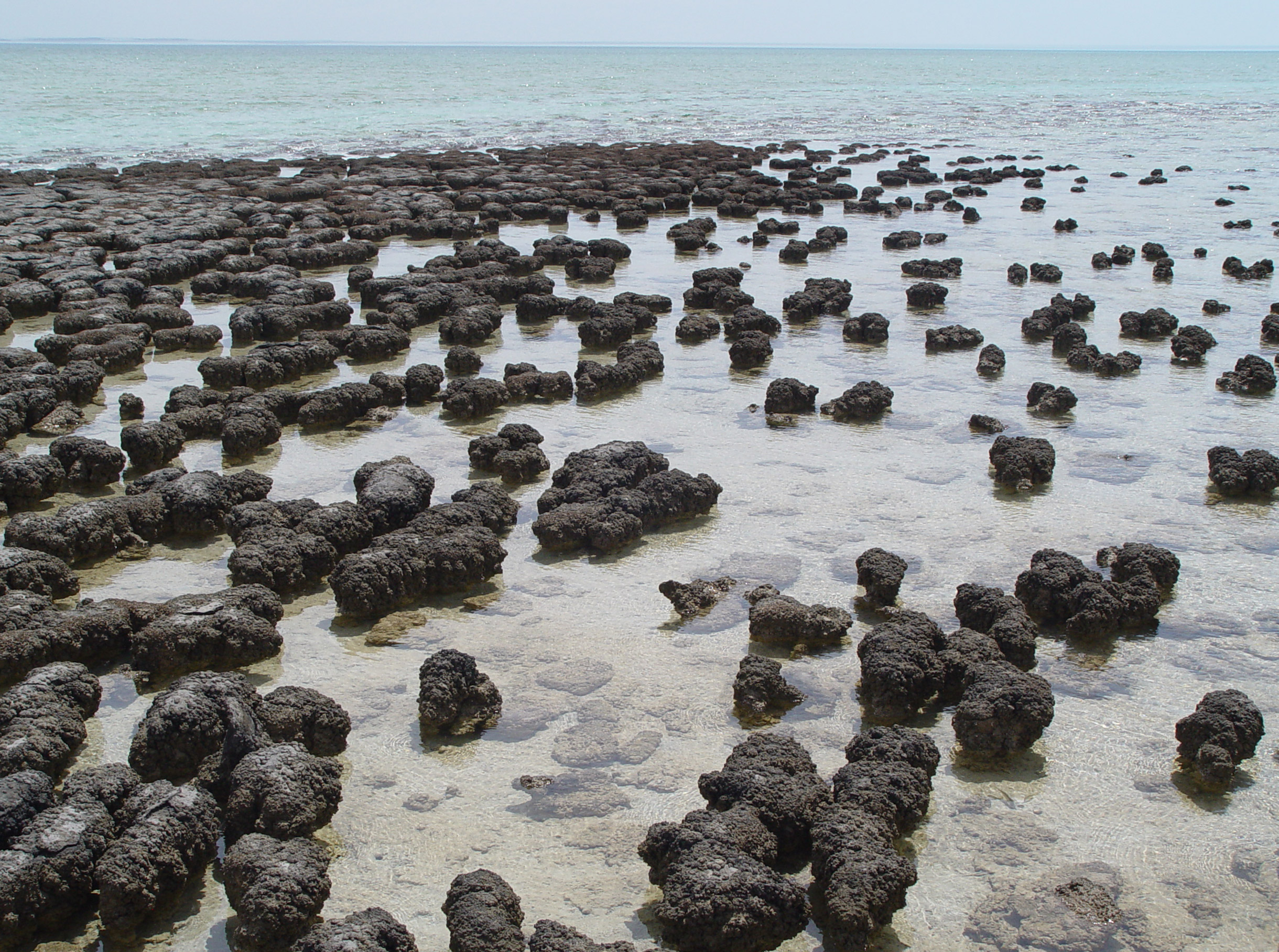
Récif de stromatolites à Shark Bay.

C'est en mer que les bioconstructions sont les plus grandes et anciennes. 
Elles sont produites parfois en continu depuis des millions d'années et offrent de nouveaux habitats à de nombreuses espèces en multipliant l'écotone qui leur est accessible. Elles peuvent aussi dans une certaine mesure suivre les variations du niveau marin.
- Les cyanobactéries telles qu'Entophysalis construisent des stromatolithes, du même type que ceux qui étaient très courantes sur les littoraux il y a 3,5 milliards d'années. Une bioconstruction de ce type se poursuit très localement à Shark Bay en Australie.

- Autour des suintements de méthane du plancher marin, des bactéries et archées de type ANME (acronyme signifiant Anaerobic methanotrophic archaea, c'est-à-dire : archées méthanotrophe anaérobie)[3] sont associées à des bactéries et archées méthanotrophes. Ces communautés sont capables d'oxyder le méthane et de façonner l'écosystème, en offrant des sources d'énergie à d'autres micro-organismes, parfois via des symbioses avec des animaux benthiques. 
Les points de suintement de méthane deviennent alors de petits « oasis » pour des communautés microbiennes spécifiques[3]. La plupart des organismes y sont ubiquistes ou également présents dans d'autres écosystèmes subaquatiques, mais ils sont sélectionnés par l'environnement local. Ils sont souvent présents en densités importantes. Dans et autour de chaque suintement permanent le nombre d'espèces de bactéries méthanotrophe est peu élevé, mais ces espèces sont associées à des micro-organismes spécialisés (Méthylococcales, Désulfobacterales, Thiotrichales) ou cosmopolites ainsi qu'à une diversité importante d'espèces plus rares ; l'abondance relative des espèces-clé de ces petits écosystèmes varie selon la température de l'eau et la profondeur[3]. 
Ceci fait de ces suintements des hot-spots de la biodiversité microbienne. 
Ces microbiotes particuliers sont encore mal connus (en termes de diversité génétique, d'endémisme, de quantité et d'étendue autour des suintements), mais les données disponibles en 2016 laissent penser que ces communautés jouent un rôle significatif dans le contrôle des émissions mondiales de méthane des fonds marins (dont on pense qu'elles pourraient augmenter avec le dérèglement climatique)[3]. Il ne semble pas y avoir d'équivalent comparable (en termes de bioconstruction) en eau douce.

- Les coraux, divers coquillages comme les huîtres telles que Ostrea lamellosa offreti et C. gryphoides, les moules ou les rudistes contribuent à la construction de récifs de plusieurs mètres de haut qui peuvent former des plateformes carbonatées.

- Les récifs de vers tubicoles de l'espèce Serpula vermicularis sont à la base de certains abers écossaises.

- Des éponges encroûtantes telles que celles du genre Vacelatia ou siliceuses du genre Heterochone, abondantes avant l'essor des coraux ont contribué dans un lointain passé à construire d'importants récifs allant jusqu'à plus de vingt mètres de haut et s'étalant sur plusieurs kilomètres, dans les eaux froides du Pacifique Nord entre 100 et 250 mètres de profondeur.

- Divers bryozoaires ont aussi construit des récifs. Quelques végétaux comme les algues coralligènes par exemple, peuvent aussi créer des récifs ou y contribuer.